# Taojiang
Taojiang  (en chino, 桃江; pinyin, Táojiāng; Wade-Giles, t'ao chiang) es un condado  bajo la administración directa de la Prefectura Yiyang en la Provincia de Hunan, República Popular China.  Su área es de  km² y su población total para 2010 superó los  mil habitantes. 

## Administración
Desde octubre de 2019, el  Condado Taojiang  se divide en 15 pueblos que se administran en 13 poblados,  1 villa y 1 villa étnica. 

## Toponimia
El topónimo Taojiang [/táo-chiáng/] significa "río Tao «melocotón»".
En 1952, el condado de Taojiang se separó del condado de Yiyang. En la zona se encuentra el río Taohua (桃花 flores de melocotón), donde se plantan melocotoneros en ambas orillas y las flores de fluyen por el río, de ahí su nombre.